# Особлива група військ генерала Хозіна
Особлива група військ генерала Хозіна (рос. Особая группа войск генерала Хозина) — оперативна група радянських військ, що діяла у складі Північно-Західного фронту за часів Другої світової війни. Особлива група була сформована на підставі Директиви Ставки ВГК № 46025 від 30 січня 1943 року
Брала активну участь у боях під час блокади Ленінграда. Розформована 12 березня 1943 року.

## Формування Невської оперативної групи
| № | Назва                                 | Сформована            | У складі                | Час існування            | Бойовий шлях битви, операції, бої | Бойовий шлях битви, операції, бої                                 | Склад                      | Подальша доля | Командувачі |
| № | Назва                                 | Сформована            | У складі                | Час існування            | Оборонні                          | Наступальні                                                       | Склад                      | Подальша доля | Командувачі |
| - | ------------------------------------- | --------------------- | ----------------------- | ------------------------ | --------------------------------- | ----------------------------------------------------------------- | -------------------------- | ------------- | ----------- |
| 1 | Особлива група військ генерала Хозіна | з 2-ї резервної армії | Північно-Західний фронт | 30 січня — березень 1943 | Не брала участі                   | Ленінград → Операція «Полярна Зірка» → Дем'янська операція (1943) | 27-ма, 68-ма армія 1-ша ТА | розформована  | Хозін М. С. |